# ماجراجویی (بازی ویدئویی ۱۹۸۲)
«ماجراجویی (بازی ویدیوئی ۱۹۸۲)» (انگلیسی: Adventure) یک بازی ویدئویی در سبک interactive fiction است که توسط Micro Power و در سال ۱۹۸۲ و در پلت‌فرم Acorn Atom منتشر شده‌است.